# Ośrodek Wyszkolenia Oficerów Saperów w Thouars (Francja)
Ośrodek Wyszkolenia Oficerów Saperów – ośrodek szkolenia saperów Wojska Polskiego we Francji.

## Geneza Ośrodka
Ośrodek Saperów zorganizowany został dla wchłonięcia przybywających z Węgier i Rumunii oficerów, oraz przeszkolenia ich w myśl obowiązujących zasad francuskich. Jako instruktorów wyznaczono szereg oficerów, którzy ukończyli kurs przeszkolenia we francuskiej Szkole Inżynierii w Wersalu.
Regularny kurs w Thouars rozpoczął się na początku kwietnia 1940 r. Stan liczebny oficerów z chwilą rozpoczęcia kursu wynosił około 50; ilość ta wzrosła pod koniec do 80.
18 czerwca 1940 na skutek niepowodzeń na froncie Ośrodek ewakuowano do rejonu Saints, na dowódcę transportu wyznaczony został zastępca Komendanta - ppłk Mieczysław Wężyk. Poprzedniego dnia płk Siłakowski wraz z mjr Grajkiem, udali się samochodem do m. Saints celem przygotowania nowego miejsca postoju Ośrodka Saperów. Tu otrzymano z francuskiej Misji Wojskowej rozkaz — przekazany przez gen. Jatelnickiego - by wstrzymać transport oficerów z Thouars.  Biorąc taką ewentualność pod uwagę, płk Siłakowski zameldował się u Szefa Saperów  gen. Kossakowskiego, który poradził zarządzić zmianę rozkazu.  Ewakuacja oficerów z Thouars mogła się odbyć według poprzednio ustalonego planu. W międzyczasie kwatery dla Ośrodka Saperów  zostały przez kwaterunkowych przygotowane w m. Veneron, 7 km. płnc. od Saints.
Dnia następnego 18 czerwca 1940 nadeszła wiadomość, że Francja podpisała zawieszenie broni, tego samego dnia o godz. 14-ej przybył ppłk Sochocki z meldunkiem, że według wiadomości z m. Parthenay, oficerowie Ośrodka Saperów zostali zbombardowani przez lotnictwo Luftwaffe o godz. 5:50, ponosząc straty około 50% stanu. Po otrzymaniu potwierdzenia tej wiadomości, płk Siłakowski udał się natychmiast samochodem do  dowódcy Brygady  motorowej płk Dworaka, od którego otrzymał siedem samochodów sanitarnych dla ewakuacji rannych. Do szpitala w Thouars kolumna przybyła dnia 19 czerwca 1940, szpital był zapełniony rannymi, którymi się opiekował kpt. dr Kolbe. Według zgodnych zeznań naocznych świadków, cały Ośrodek Saperów znajdował się uszeregowany na peronie stacji. Nagle, bez jakiegokolwiek ostrzeżenia spadła bomba lotnicza, trafiając krawędź peronu tuż przed frontem zebranych do ewakuacji oficerów.  Do ewakuacji zakwalifikowano dwunastu oficerów: mjr Józef Szkolnikowski, mjr Wojciech Michalak, kpt. Maruszewski, kpt. Szrajber, por. Barger, ppor. Krzyżanowski, ppor. Kowalski, ppor. Tadeusz Śmigielski, ppor. Kubeczka, ppor. Stoch, ppor. Barth, ppor. Wiśniewski. B. W szpitalu w Thouars pozostali na razie ciężko ranni w liczbie siedemnastu: ppłk Mieczysław Wężyk, ppłk Wincenty Krzywiec, ppłk Jan Wańkowicz, ppłk Marian Zarzycki, mjr Tuzinkiewicz, kpt. Jeżewski, por. Piasecki, por. Ginter, ppor.. Olejniczak, ppor. Zaworski, ppor. Włodzimierz Rubel, ppor. Jendrusek, ppro. Konopka, ppor. Sznajder, ppor. Pokowicz, por. Wacław Lau, ppor. Tylman. Ciężko ranni oficerowie na własną odpowiedzialność, zostali załadowani na te ciężarówki i przewiezieni na południe Francji, skąd ewakuowano ich częściowo, drogą morską do Anglii.
Lista zabitych wskutek bombardowania dworca kolejowego w Thouars (zginęło i zmarło z ran 36 żołnierzy Wojska Polskiego, w tym 28 oficerów): ppłk Jan Monkiewicz, ppłk Jan Wańkowicz, mjr Michał Firlejczyk, mjr Walenty Szydłowski, mjr inż. Stanisław Derejski, mjr Bolesław Lejsza, mjr Tadeusz Foryś, kpt. inż. Artur Oborski, kpt. inż. Stanisław Żukowski, kpt. rez. inż. Stefan Manasterski, kpt. Józef Morawski, kpt. gosp. Kazimierz Kubicz, por. Władysław Czerny, por. Franciszek Grzonka, por. Kaczyński, por. Ludwik Sączewski, por. Zawistowski, ppor. Franciszek Bańdo, ppor. Wiktor Chacia, ppor. inż. Czesław Furga, ppor. Ryszard Górka, ppor. inż. Jerzy Jasiński, ppor. Jerzy Kalczyński, ppor. Stanisław Kania, ppor. Edmund Nowak, ppor. Stanisław Oliwniczak, ppor. Józef Piasecki, ppor. Edmund Przytuła, ppor. Wilhelm Tulman, ppor. Jerzy Zawistowski, sierż. gosp. Karpiński; w szpitalu zmarli ciężko ranni w ataku: ppłk Jan Wańkowicz, por. Ginter i ppor. rez. Wilhelm Tulman.

## Kadra Ośrodka
- komendant - płk Józef Siłakowski
- zastępca komendanta - ppłk Mieczysław Wężyk